# Tầng Ô Lựu
| Hệ/ Kỷ                                                                                   | Thống/ Thế                       | Bậc/ Kỳ                          | Tuổi (Ma) | Tuổi (Ma) |
| ---------------------------------------------------------------------------------------- | -------------------------------- | -------------------------------- | --------- | --------- |
| Ordovic                                                                                  | Dưới/Sớm                         | Tremadoc                         | trẻ hơn   | trẻ hơn   |
| Cambri                                                                                   | Phù Dung                         | Tầng 10                          | 485.4     | ~489.5    |
| Cambri                                                                                   | Phù Dung                         | Giang Sơn                        | ~489.5    | ~494      |
| Cambri                                                                                   | Phù Dung                         | Bài Bích                         | ~494      | ~497      |
| Cambri                                                                                   | Miêu Lĩnh                        | Cổ Trượng                        | ~497      | ~500.5    |
| Cambri                                                                                   | Miêu Lĩnh                        | Drum                             | ~500.5    | ~504.5    |
| Cambri                                                                                   | Miêu Lĩnh                        | Ô Lựu                            | ~504.5    | ~509      |
| Cambri                                                                                   | Thống 2                          | Tầng 4                           | ~509      | ~514      |
| Cambri                                                                                   | Thống 2                          | Tầng 3                           | ~514      | ~521      |
| Cambri                                                                                   | Terreneuve                       | Tầng 2                           | ~521      | ~529      |
| Cambri                                                                                   | Terreneuve                       | Fortune                          | ~529      | 541.0     |
| Ediacara                                                                                 | không xác định tầng động vật nào | không xác định tầng động vật nào | già hơn   | già hơn   |
| Phân chia kỷ Cambri theo ICS năm 2018. Các giai đoạn in nghiêng không có tên chính thức. |                                  |                                  |           |           |

Tầng Ô Lựu (tiếng Trung: 乌溜, tiếng Anh: Wuliuan) của kỷ Cambri là tầng đầu tiên của Thống Miêu Lĩnh. Tầng Ô Lựu nằm ngay trên tầng 4 và ngay dưới tầng Drum. Khoảng thời gian diễn ra tầng này là từ khoảng 509 tới 504,5 triệu năm trước (Ma).
Ranh giới phía dưới của nó chưa được ICS định nghĩa rõ ràng. Định nghĩa có triển vọng nhất là điểm xuất hiện đầu tiên của loài bọ ba thùy Oryctocephalus indicus hoặc loài Ovatoryctocara granulata, hiện nay chúng được dự đoán có niên đại vào khoảng 509 triệu năm trước. Kết thúc của tầng Ô Lựu và bắt đầu của tầng Drum được đánh dấu bởi sự xuất hiện đầu tiên của loài  Ptychagnostus atavus vào khoảng 504,5  triệu năm trước.

## Tên gọi
Cho tới năm 2018 Ủy ban quốc tế về địa tầng học chưa có tên chính thức cho tầng 5 của kỷ Cambri. Một trong các tên gọi được đề xuất đó là "tầng  Molodo", dựa theo tên sông Molodo ở huyện Bulunsky, Cộng hòa Sakha, Nga.
Năm 2018 ICS định danh tên là Wuliuan.

## Mặt cắt tham chiếu chính thức (GSSP)
Hiện nay, ba phẫu diện được xem xét để có thể là GSSP: phẫu diện Ô Lựu-Tằng Gia Nhai (乌溜-曾家崖剖面, Wuliu-Zengjiayan) gần thôn Ba Lãng, huyện Kiếm Hà, châu Kiềm Đông Nam, tỉnh Quý Châu (Trung Quốc), một phẫu diện tại núi Split, bang  Nevada (Mĩ) và "phẫu diện Molodo" dọc sông Molodo. Phẫu diện Ô Lựu-Tằng Gia Nhai nằm trong thành hệ Khải Lý (mỏ đá Ô Lựu). Điểm bắt đầu tầng Ô Lựu là nơi xuất hiện đầu tiên của loài bọ ba thùy Oryctocephalus indicus hoặc là của loài  Ovatoryctocara granulata.